# 临夏北寺照壁
临夏北寺照壁，位于临夏回族自治州临夏市八坊街道王寺社区。
临夏北寺照壁的历史年代为清代，青砖砌筑，长12.3米，高6.6米，原为临夏清真北寺门前的照壁，雕刻“龙凤呈祥”图案。2006年公布为市级文物保护单位，2016年6月21日公布为第八批甘肃省文物保护单位，类型为古建筑。